# Kol Israel

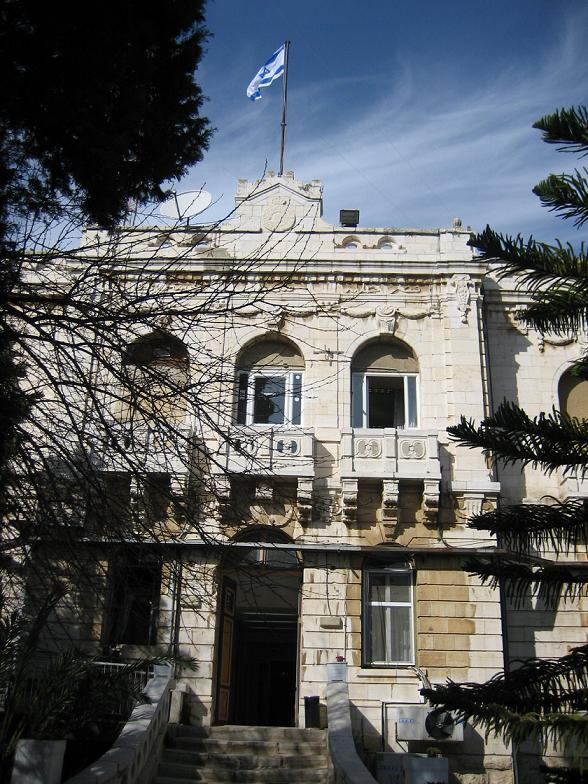
Sitz des Israelischen Hörfunks, Jerusalem (2007)

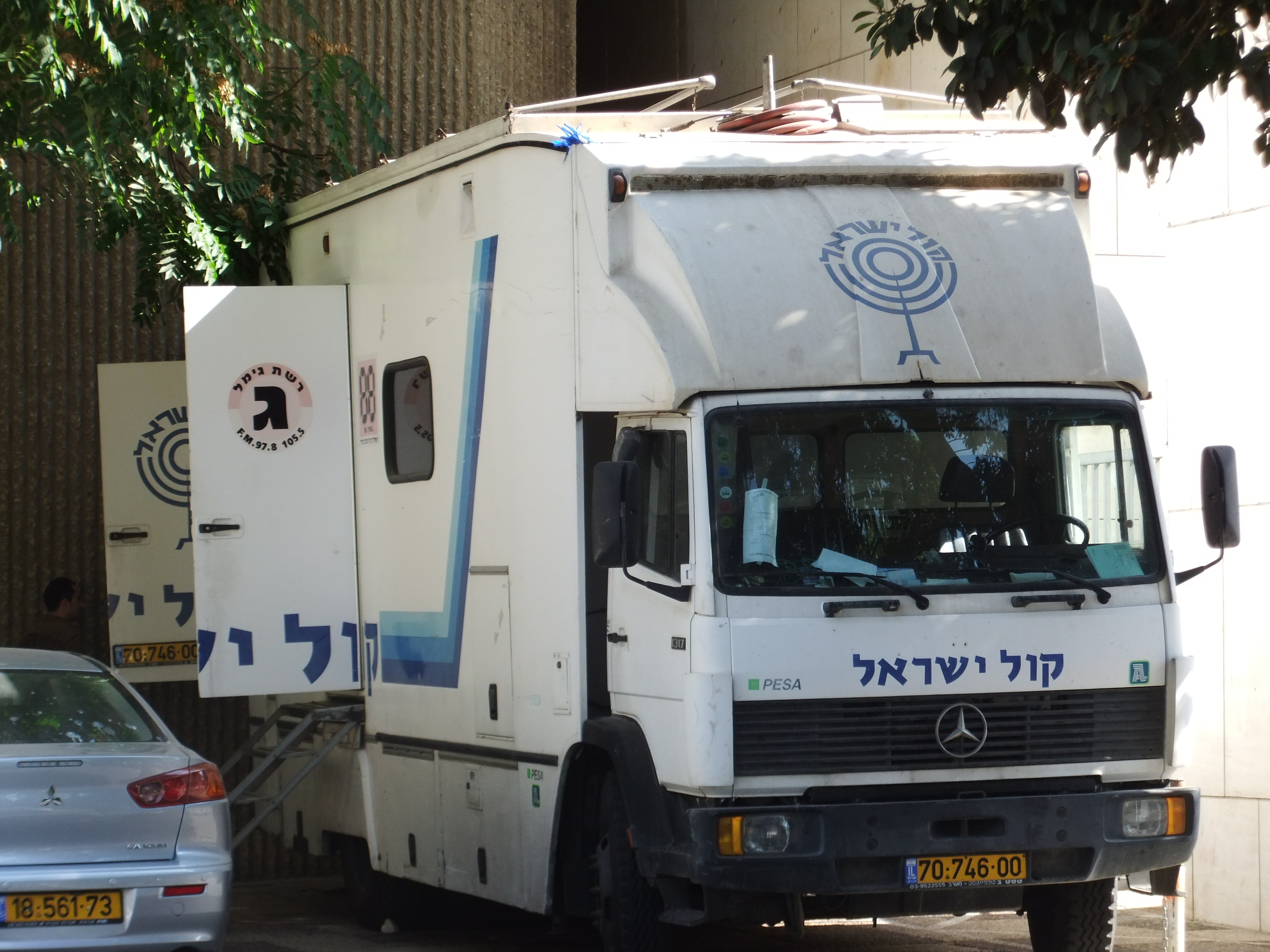
Übertragungswagen von Reshet Gimel (2011)

Kol Israel (hebräisch קוֹל יִשְׂרָאֵל Qōl Jisra’el, deutsch ‚Stimme Israels‘) war die öffentlich-rechtliche Hörfunkanstalt Israels.

## Geschichte
Kol Israel wurde am 14. Mai 1948 mit der Verlesung der israelischen Unabhängigkeitserklärung durch David Ben Gurion in Tel Aviv eingeweiht. Der Sender übernahm die Einrichtungen der früheren Palästina-Rundfunkgesellschaft, Palestine Broadcasting Service (PBS), die 1936 als offizieller Rundfunk des britischen Mandatsgebietes Palästina gegründet worden war. Die Sendeanlage von PBS war zunächst in Ramallah, das 1948 unter jordanische Verwaltung kam. Die ersten Programme von Kol Israel wurden daher aus Tel Aviv, Jerusalem und Haifa gesendet.
Im März 1950 gab es erstmals ein internationales Programm unter dem Namen Qol Zijjon la-Gola (deutsch Stimme Zions für die Diaspora). Diese Programme wurden von der Zionistischen Weltorganisation in Zusammenarbeit mit der Jewish Agency produziert. 1958 fusionierten die internationale und die nationale Abteilung und sendeten von nun an ausschließlich unter dem Namen Qol Jisraʾel.
1965 wurde die israelische Rundfunkbehörde Raschut haSchiddur (hebräisch רשות השידור&Lrm; englisch Israel Broadcasting Authority) als unabhängige öffentlich-rechtliche Körperschaft gegründet. Sie sendete bis in die 1970er Jahre ein Fernsehprogramm, das alltags um 18 Uhr mit einer arabischen Sendung begann und ab 20 Uhr auf Hebräisch fortgesetzt wurde (sonnabends begannen die Sendungen ab Sonnenuntergang), sowie drei Hörfunkprogramme (Reschet Alef, Bet und Gimel) sendete (um 1980 kam Qol ha-Musika, ein Programm mit ausschließlich klassischer Musik, hinzu). Daneben sendete Raschut haSchiddur ein arabischsprachiges Hörfunkprogramm für die arabischen Bürger Israels. Seit den 1980er Jahren kamen weitere Fernsehkanäle hinzu, hebräische und arabische Sendungen wurden getrennt. Zuletzt wurden die halb- und einstündigen fremdsprachigen Hörfunksendungen für Einwanderer, die zuvor auf Reschet Alef gesendet worden waren (auf Englisch, Französisch, Spanisch, Georgisch, Marokkanisch-Arabisch, Bucharisch, Djudeo-Espanyol, Jiddisch, Aramäisch) mit den Sendungen auf Russisch und Amharisch zu einem Ganztagesprogramm unter dem Namen Reschet Reka zusammengefasst; zudem wurde Reschet Moreschet gegründet, ein Hörfunkprogramm mit jüdisch-religiösen Sendungen.
Im Jahr 2015 wurde Raschut haSchiddur qua Gesetz zugunsten der Schaffung einer neuen öffentlich-rechtlichen Körperschaft aufgelöst. Diese soll mit weniger Mitarbeitern (rund 450 Raschut-haSchiddur-Mitarbeiter wurden übernommen, rund 1500 entlassen und ca. 450 neue Mitarbeiter eingestellt), einem geringeren Budget und veränderten Aufsichtsinstanzen Aufgaben der bisherigen Behörde in einem neuen Funkhaus übernehmen. Die Sendungen von Raschut haSchiddur wurden am 13. Mai 2016 eingestellt; die Aufnahme des Sendebetriebs der Nachfolgeorganisation Kan – Taʾagid haSchiddur haJisreʾeli (Israeli Public Broadcasting Corporation) war für den folgenden Tag angesetzt. Über die Programmstruktur und inhaltliche Ausrichtung lagen noch am Vortag des Sendebeginns kaum detaillierte Informationen vor. Kritiker behaupteten, es gehe der Regierung weniger um Einsparungen als darum, mehr Einfluss auf die als linkslastig empfundenen Programme von Raschut haSchiddur zu gewinnen.

## Hörfunkprogramme
Kol Israel war mit folgenden Programmen zu hören:
- Kol Jisra'el (IBA International) – Sendungen u. a. in englischer, französischer, persischer, spanischer, jiddischer und russischer Sprache. Die Ausstrahlung über Kurzwellenrundfunk wurde Ende März 2008 eingestellt. Kol Jisra'el verbreitete seitdem seine Sendungen nur noch über das Internet. Lediglich die Sendungen in Persisch (Farsi) wurden weiterhin über Kurzwelle in den Iran ausgestrahlt. Die Kurzwellenanlage in Jawne wurde jedoch Ende 2013 endgültig abgeschaltet.[1]
- Reschet Alef („Netz A“) – Wortsendungen über allgemeine und kulturelle Themen, Nachrichten auf Englisch und Französisch, Programme von Reschet Moreschet (s. u.).
- Reschet Bet („Netz B“) – vielfältiges Informationsprogramm im Magazinstil.
- Reschet Gimel  („Netz C“) – Unterhaltungsprogramm mit israelischer Musik.
- Reschet Dalet  („Netz D“) – Programme auf Arabisch.
- REKA – Radioprogramme für Einwanderer. Sendet in 13 Sprachen, hauptsächlich auf Russisch, aber auch auf Amharisch, Französisch, Spanisch, Ladino, Jiddisch, Aramäisch usf.
- 88 FM – Unterhaltungsprogramm mit internationaler Popmusik.
- Kol ha-Musika („Stimme der Musik“) – Klassische Musik.
- Reschet Moreschet („Netz der Tradition“) – religiöse Programme.

Ein Teil der Programme wurde ab 2016 von der neuen Rundfunkbehörde, wenn auch in veränderter Form, weitergeführt.